# Bartolomé Finizola Celli
Bartolomé Finizola Celli (Barquisimeto, Estado Lara, 18 de abril de 1948) es un médico cardiólogo, director médico y miembro fundador de la Organización de la Asociación Cardiovascular Centro-Occidental (Ascardio) de la ciudad de Barquisimeto.

## Reseña biográfica
Nació el 18 de abril de 1948 en la calle 26 entre carreras 22 y 23 de la ciudad de Barquisimeto. Sus padres eran Vicente Finizola y Conchita Celli, de origen italiano, que llegaron al país en agosto de 1931; teniendo así tres hermanos, Rosa María, Ninetta y al Dr. Francisco Finizola Celli. Estudió primaria en el Instituto Montessori y la secundaria en el desaparecido Colegio Javier, antes de emprender la aventura capitalina de estudiar en la Escuela Luis Razetti de la Facultad de Medicina de la Universidad Central de Venezuela, donde egreso con el título de médico cirujano en 1971. Regresa al Estado Lara, específicamente en la población de Duaca, al norte de Barquisimeto para trabajar como director del Hospital Rafael Antonio Gil, ofrecido por el entonces director de Asistencia Social del Estado Lara, Dr. Víctor Julio Meléndez. 
Para ese año, 1971, viaja de nuevo a Caracas para realizar un curso de salud pública, dirigido por uno de los grandes organizadores del sistema asistencial venezolano en el siglo XX, como lo fue el Dr. José Ignacio Baldó; en 1974 fue a Caracas a realizar su postgrado en cardiología en la Universidad Central de Venezuela donde recibe la influencia y respaldo del Dr. Luis López Grillo, coordinador del Postgrado Universitario de Cardiología, junto con los Dres. Carlos Gil Yépez, Oswaldo Barrios y Gonzalo Peters.Terminando en diciembre de 1975 su postgrado.
En la segunda quincena de marzo de 1976, regresa a Barquisimeto para ayudar en la creación del proyecto de la Asociación Cardiovascular Centro Occidental, con el apoyo de un grupo de personas muy vinculadas al Dr. Francisco Suárez Torres; inicialmente Ascardio, sin una sede física, comenzó a trabajar casi a diario, en numerosas ocasiones en la casa habitación de Tulio Fernández. La primera sede formal de Ascardio fue en mayo de 1977 en el Sanatorio Antituberculoso “Doctor Luis Gómez López” situado en el Barrio La Feria en Barquisimeto. 
En 1976 fundó, con la ayuda de su esposa, la Dra. Auris Flores (la cual se casó en diciembre de 1973 con Finizola Celli), el Consultorio Cardiológico de la Clínica Razetti donde se incorpora un equipo de especialistas. Entre 1981 y 1982 realiza un programa de entrenamiento en Epidemiología Cardiovascular en la Universidad de Boston y en 1983 es designado Médico Adjunto de la División Nacional de Enfermedades cardiovasculares del Ministerio de Sanidad y en 1989 ejerce el cargo de director general sectorial de Salud del ministerio. También fue presidente de la Fundación Interamericana del Corazón durante dos años.
En 2010 recibió de la Universidad Yacambu el doctorado honoris causa; luego el martes 31 de julio de 2012 en el auditorio "Dr. Ambrioso Oropeza", el doctorado honoris causa por parte de la UCLA.